# Alsónémedi
Alsónémedi (vyslovováno [alšónémedi]) je velká obec v Maďarsku v župě Pest, spadající pod okres Gyál. Nachází se asi 2 km jihovýchodně od Dunaharaszti a 4 km jihovýchodně od Budapešti. V roce 2015 zde žilo 5 205 obyvatel. Dle údajů z roku 2011 je tvoří 87,3 % Maďaři, 1,1 % Rumuni, 0,6 % Němci, 0,3 % Romové a 0,2 % Bulhaři.
Jedinou sousední obcí bez statusu města (ale se statusem nagyközség), se kterou Alsónémedi sousedí, je Bugyi, dále však sousedí s městy Dabas, Dunaharaszti, Gyál a Ócsa. Alsónémedi spolu s obcemi Felsőpakony a Taksony jsou tedy jedinými obcemi, které sousedí se čtyřmi městy zároveň.